# Cassoidea
Die Cassoidea sind eine Überfamilie mariner Schnecken, die in flachen subtropischen und tropischen Meeren leben. Zur Überfamilie gehören auch die größten Schnecken, die ein bis 40 cm hohes Gehäuse haben.

## Merkmale
Die Gehäuse sind rechtsgewunden und vielgestaltig. Sie werden meist groß bis sehr groß (bis 40 cm hoch). Der letzte Umgang ist häufig stark vergrößert und kann noch mit einem Deckel verschlossen werden. Der untere Rand ist meist zu einem langen Siphonalkanal ausgezogen. Die Schale ist relativ dick. Die Tiere besitzen einen langen Rüssel, der aus- und eingezogen werden kann. 

## Lebensweise
Die Vertreter der Überfamilie Cassoidea sind in den tropischen und subtropischen Meeren weit verbreitet. Sie finden sich dort in der Regel auf Weichsubstraten und leben räuberisch von Stachelhäutern (Echinodermata) wie Seegurken, Schlangensternen, Seesternen und Seeigeln sowie anderen Weichtieren (Mollusca).

## Systematik
Die meisten Autoren betrachten die Cassidae und Tonnidae als Gruppen im Familienrang. Lediglich Bouchet und Rocroi erkennen die Cassidae nicht als Familie an, sondern stellen sie als Unterfamilie in die Familie Tonnidae und diese wiederum in eine Überfamilie Tonnoidea. Dies ist nach den Internationalen Regeln für die Zoologische Nomenklatur nicht korrekt. Der Familienname Cassidae/Cassoidea ist älter als der Familienname Tonnidae/Tonnoidea, und daher lautet der korrekte Name der Überfamilie Cassoidea (vgl. auch Millard (1997) und Riedel (2000)).
- Cassoidea Latreille, 1825 (syn. Tonnoidea Suter, 1913)
  - Froschschnecken (Bursidae Thiele, 1925)
  - Helmschnecken (Cassidae Latreille, 1825)
  - Laubierinidae Warén & Bouchet, 1990
  - Personidae Thiele, 1925
  - Pisanianuridae Warén & Bouchet, 1990
  - Tritonschnecken (Ranellidae Gray, 1854)
  - Tonnenschnecken (Tonnidae Suter, 1913)